# クラン (テレビドラマ)
『クラン』（原題：Klan）は、ポーランドのテレビソープオペラ。TVP 1で1997年1月17日に初公開された。